# Heinrich II. (Braunschweig)
Heinrich II. der Friedfertige, der Friedsame oder Pacificus (* 1411; † 1473) war ein Herzog zu Braunschweig-Lüneburg aus dem Geschlecht der Welfen, war von 1416 bis 1428 Fürst von Lüneburg sowie von 1428 bis zu seinem Tode im Jahre 1473 Fürst von Braunschweig-Wolfenbüttel.

## Leben
Heinrich II. war der jüngste Sohn von Herzog Heinrich dem Milden (* um 1355; † 14. Oktober 1416, Begründer des Mittleren Hauses Braunschweig) und seiner zweiten Gemahlin Margarethe von Hessen (1389–1446). Heinrich II. bekam seinen Beinamen, weil er dazu neigte, sich nach Möglichkeit aus kriegerischen Auseinandersetzungen herauszuhalten, ganz im Gegensatz zu seinem älteren Bruder Wilhelm, der den Beinamen der Siegreiche trug. Ihrem Vater war im Jahre 1409 durch Erbteilung das Fürstentum Lüneburg zugesprochen worden. Das großväterliche Erbe wurde nach dem Tode Heinrichs I. auf Ersuchen seines Sohnes Wilhelm neu zusammengesetzt. Diese Teilung erfolgte am 27. Mai des Jahres 1428. Am 22. August 1428 wählte Bernhard, der Bruder Heinrichs I., für sich den lüneburgischen Landesteil aus, womit er das Mittlere Haus Lüneburg begründete. Wilhelm beanspruchte den väterlichen Erbteil für sich, teilte sich jedoch die Regierungsgeschäfte mit seinem Bruder Heinrich. Als er sich auf Eroberungszügen im Umland befand, beschloss der Rat der Stadt Braunschweig, aus diesen Teilungen einen Vorteil zu ziehen und forderte den friedliebenden Heinrich II. auf, sich gegen seinen Bruder Wilhelm aufzulehnen. Zu Ostern des Jahres 1431 besetzte Heinrich das Schloss in Wolfenbüttel, in welchem sich seine Schwägerin Cäcilia mit ihren Kindern aufhielt, und vertrieb sie aus diesem Anwesen. Daraufhin entbrannte ein Streit zwischen den Brüdern, der am 23. November 1432 durch einen Vergleich beigelegt wurde. Wilhelm erhielt das Fürstentum Calenberg und die Grafschaften Homburg und Eberstein, Heinrich bekam das Land Wolfenbüttel mit den zugehörigen Städten und Schlössern zugesprochen, wodurch er zum alleinigen Fürsten von Braunschweig-Wolfenbüttel wurde.

## Nachkommen
Heinrich heiratete 1435 Helene von Kleve (* 1423; † 1471), Tochter von Adolf von Kleve und hatte mit ihr eine Tochter:
- Margarete (* 1451; † 1509) ⚭ Graf Wilhelm III. von Henneberg-Schleusingen (* 1434; † 1480)